# 佩德羅貢薩萊斯 (巴爾沃阿區)
佩德羅貢薩萊斯（西班牙語：Pedro González），是巴拿馬的城鎮，位於該國中東部，由巴拿馬省的巴爾沃阿區負責管轄，面積59.7平方公里，海拔高度29米，2010年人口263，人口密度每平方公里4.4人。